# AIST
El National Institute of Advanced Industrial Science and Technology (産業技術総合研究所, Sangyō Gijutsu Sōgō Kenkyū-sho), o AIST, és una instal·lació d'investigació japonesa amb seu a Tòquio, i la major part de la mà d'obra es troba a Tsukuba Science City, Ibaraki, i a diverses ciutats del Japó. L'institut està gestionat per integrar coneixements científics i d'enginyeria per atendre les necessitats socioeconòmiques. L'any 2001 es va convertir en un òrgan legal de nova creació d'Institució Administrativa Independent, romanent sota el Ministeri d'Economia, Comerç i Indústria.

## Història
En la seva forma actual, AIST es va establir l'any 2001. Tanmateix, els seus instituts predecessors funcionen des de 1882. El 2015, gestiona més de 40 instituts de recerca i diverses sucursals al Japó, inclosa l'Oficina de Cooperació Internacional de Metrologia.

## Tres missions d'AIST
1. Recerca avançada mitjançant l'exploració d'amplis espectres d'àmbits de recerca i la integració de matèries multidisciplinàries per promoure la innovació en camps versàtils que enforteixin la competitivitat de les indústries japoneses al mercat mundial i creïn noves indústries.
2. Recerca interdisciplinària i interdisciplinària que permet planificar polítiques governamentals a llarg termini aprofitant les necessitats actuals i futures de la societat.
3. Recerca bàsica que manté i enforteix la competitivitat de la ciència i la tecnologia nacional mitjançant el desenvolupament i el manteniment d'alts estàndards d'investigació científica i d'enginyeria sota la responsabilitat exclusiva de l'AIST.[4]

## Recerca bàsica de tipus I i tipus II
L'institut intenta utilitzar i integrar el coneixement científic i d'enginyeria que està fragmentat en diverses disciplines per abordar necessitats socioeconòmiques versàtils i altament complexes que canvien ràpidament amb el temps.
AIST defineix aquesta investigació com a Recerca Bàsica de Tipus II, que integra múltiples disciplines i crea mètodes per a l'ús del coneixement integrat; La recerca bàsica tradicional es defineix com la recerca bàsica de tipus I, que és la recerca i el descobriment de noves regles, lleis i principis que regeixen els fenòmens naturals.
AIST posa la seva màxima prioritat en la recerca d'una investigació completa, "Full Research", que va des de la investigació bàsica de tipus I fins al desenvolupament de productes mitjançant la realització d'una investigació bàsica intensiva de tipus II.
Cada unitat de l'AIST posa les seves màximes prioritats en l'establiment d'un sistema de recerca integrat que permeti a investigadors amb diferents antecedents científics participar en projectes de recerca orientats a escenaris per atendre les necessitats de la societat.